# عبد الحكيم مراد (مسلح)
عبد الحكيم مراد (مسلح) (عبد الحكيم علي هشام مراد، وُلد في 4 يناير 1968) هو إرهابي إسلامي باكستاني، وكان شريكاً في عملية بوجينكا — المقدمة لهجمات 11 سبتمبر. في عام 1996، أُدين في الولايات المتحدة بمحاولة تفجير 12 طائرة، وحُكم عليه بالسجن المؤبد.
عُرف بامتلاكه عدة أسماء مستعارة. وُجد جواز سفر باكستاني يحمل بيانات: "عبد الحكيم، طالب، عمره 26 سنة، جواز سفر باكستاني رقم C665334، صادر في الكويت." استخدم الاسم المستعار أحمد سعيد عند إلقاء القبض عليه من قبل شرطة مانيلا. وذُكر في حاسوب محمول لـرمزي يوسف باسم عبيد.
تم إدراجه من قبل لجنة الجزاءات على القاعدة التابعة لـمجلس الأمن التابع للأمم المتحدة عام 2003.

## النشأة
وُلد مراد في الكويت، حيث كان والده يعمل مشغّل رافعة في شركة نفطية. بعد تخرجه من مدرسة ثانوية كويتية، حصل على رخصة طيار تجاري من مدرسة كونتيننتال للطيران في الفلبين بين نوفمبر 1990 ويناير 1991، ثم واصل دراسته في مدرسة الإمارات للطيران في الإمارات العربية المتحدة في نوفمبر 1991.
علّمه رمزي يوسف، صديقه الذي حضر معسكرات تدريب أفغانية، صناعة القنابل في لاهور، باكستان. وأثناء إحدى التجارب، انفجرت قنبلة في وجه يوسف مما أدى إلى فقدانه البصر في إحدى عينيه.[بحاجة لمصدر]
أثناء وجودهما في مانيلا (حاضرة)، كان مراد ويوسف يترددان على بارين كاراوكي هما "إكس أو" في شارع أدرياتيكو، و"فايرهاوس" في شارع روكساس بوليفارد في باسي، وفقاً لمراد، لم يذهبا إلى المسجد.[بحاجة لمصدر]

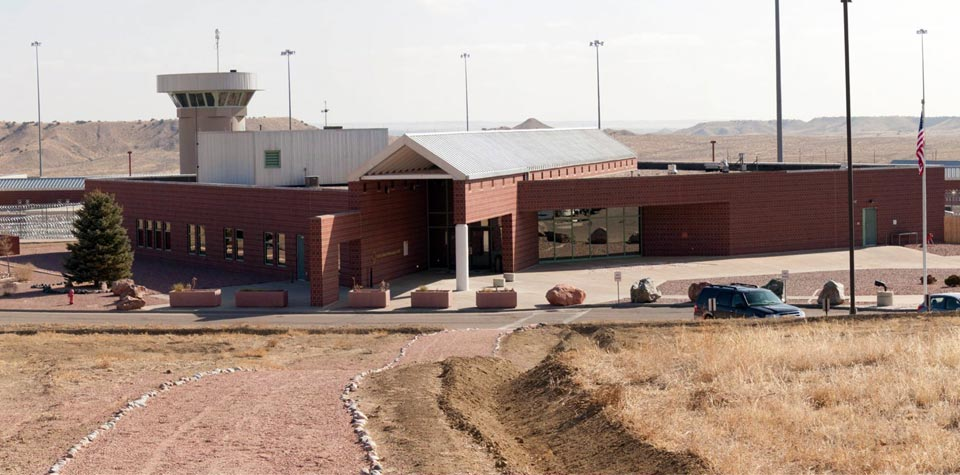
سجن فلورنس إيه دي ماكس حيث سُجن مراد

التحق مراد بعدة مدارس طيران، منها مدرسة الإمارات للطيران في دبي، و"ألفا تانغو فلاينغ سيرفيس" في سان أنطونيو، تكساس، ومدارس أخرى في سكنيكتادي (نيويورك)، نيوبيرن، كارولاينا الشمالية، لويزيانا، وباساي في الفلبين. وذكر لاحقاً أنه التحق بأربع مدارس طيران أمريكية. في 8 يونيو 1992، حصل على رخصة طيار تجاري بعد 275 ساعة طيران مطلوبة من كوستال أفييشن إنكوربوريتد.[بحاجة لمصدر]

## عملية بوجينكا
كان مراد شريكاً لـرمزي يوسف، أحد منفذي ومبتكري قنبلة تفجير مركز التجارة العالمي 1993. وبإيعاز من عم يوسف، خالد شيخ محمد، انتقل إلى الفلبين لتنفيذ عملية بوجينكا التي كانت ستشكل نموذجاً لهجمات تنظيم القاعدة في 11 سبتمبر. تضمنت الخطة اغتيال البابا يوحنا بولس الثاني أثناء زيارته للفلبين، ثم استغلال انشغال العالم بمقتله لزرع قنابل في طائرات تقلع من بانكوك.
بعد نجاح تجربة القنبلة على الخطوط الجوية الفلبينية الرحلة 434، عاد يوسف إلى مانيلا لإعداد قنابل أكبر. لكن في 6 يناير 1995، أثناء خلط المواد الكيميائية، اندلع حريق أدى إلى كشف الخطة. فرّ يوسف ومراد، لكن الأخير عاد لاسترجاع الحاسوب المحمول الذي يحوي خطة العملية. عند اعتقاله باسم "أحمد سعيد"، عرض على الشرطة رشوة بقيمة 110,740 بيزو فلبيني (2000 دولار أمريكي)، لكن الضابطة عايدة فاريسكال رفضت. أثناء التحقيق قال: "هناك شيطانان يجب تدميرهما: البابا وأمريكا". عثرت الشرطة في شقة أخرى على مصنع قنابل وخطط لضرب مقر وكالة المخابرات المركزية.
خلال أسابيع من التحقيق، تعرض للتعذيب، بما في ذلك الإيهام بالغرق، والضرب بالكراسي، وإطفاء السجائر في أعضائه التناسلية. كما عُثر على خطط لضرب مقر وكالة المخابرات المركزية بطائرة صغيرة مفخخة.
نُقل مراد إلى الولايات المتحدة في 12 أبريل 1995، وساهمت شهادته في إدانة يوسف. وفي 5 سبتمبر 1996، أُدين بسبع تهم تآمر و12 محاولة تفجير طائرات. وفي 16 مايو 1998، حُكم عليه بالسجن المؤبد، وهو يقضي عقوبته في سجن الولايات المتحدة الفيدرالي في فيكتورفيل.